# Goessel
Goessel är en ort i Marion County i Kansas. Orten har fått sitt namn efter Kurt von Goessel, en tysk sjökapten vars fartyg förliste 1895. Vid 2020 års folkräkning hade Goessel 556 invånare.

## Kända personer från Goessel
- Shirley Knight, skådespelare